# Ducobu président !
Série Ducobu
Ducobu 3
(2020) Ducobu passe au vert
(2024)
Pour plus de détails, voir Fiche technique et Distribution.
Ducobu président ! est une comédie française réalisée par Élie Semoun et sortie en 2022.
Il s'agit du quatrième film inspiré de la série de bande dessinée belge L'Élève Ducobu de Godi et Zidrou.
Un cinquième film, Ducobu passe au vert, sort le 3 avril 2024.

## Synopsis
C'est la rentrée des classes à Saint-Potache, l’école a été refaite à neuf pendant les vacances. Cependant à la rentrée un homme allemand y arrive et propose une élection pour élire un président des élèves. Cela crée beaucoup d'enthousiasme chez presque tout le monde, surtout chez Léonie et Ducobu, qui décideront tous deux de se présenter. Si Léonie va tout faire pour être élue présidente des élèves grâce au dur labeur et au soutien de quelques bons élèves et de son professeur, Gustave Latouche, Ducobu va quant à lui faire usage de son statut légendaire de cancre et tricheur pour être élu, avec pour soutien M. Kitrish et une certaine Denise. Une fois élu, l'école devient un terrain de jeux permanent, ce qui ne manque pas d'irriter Latouche. Celui-ci décide de monter un groupe de résistance, avec l'aide de Léonie et de quelques élèves studieux qui ont voté pour Léonie pour le titre de président des élèves.

## Fiche technique
Sauf indication contraire, les informations mentionnées dans cette section peuvent être confirmées par les bases de données cinématographiques IMDb et Allociné,  présentes dans la section « Liens externes ».
- Réalisation : Élie Semoun
- Scénario : Élie Semoun, Marc de Chauveron et Guy Laurent, d’après la bande dessinée de Godi et Zidrou
- Musique : Matthieu Gonet
- Décor : Eve Martin et Tom Darmstaedter
- Costumes : Frédérique Leroy
- Photographie : Christian Abomnes
- Son : Pascal Jasmes
- Montage : Sandro Lavezzi
- Producteur : Romain Rojtman
- Producteur exécutif : Benjamin Hess
- Sociétés de production : TF1 Films production - UMedia - Les films du 24 - Les Films du Premier
- Société de distribution :
  - France : UGC Distribution
  - International : UGC International
- Pays d'origine :  France
- Budget : 9 900 000 €[2]
- Langue originale : français
- Format : couleur — 1.85:1
- Genre : comédie
- Durée : 93 min
- Dates de sortie :
  - France : 13 juillet 2022
  - Belgique : 13 juillet 2022

## Distribution
Sauf indication contraire, les informations mentionnées dans cette section peuvent être confirmées par la base de données cinématographiques IMDb,  présente dans la section « Liens externes ».
- Gabin Tomasino : Ducobu
- Élie Semoun : Gustave Latouche / Ghislaine Latouche, la mère de Latouche
- Ary Abittan : Flartf / Jean André Crottin
- Adèle Barazzuol : Léonie Gratin
- Jeanne Michel : Karine Bawin, une amie de Léonie
- Marguerite Schumacker : Denise Frontine, une fan de Ducobu
- Émilie Caen : Mademoiselle Ghislaine Rateau, la professeure de musique
- Loïc Legendre : Monsieur Hervé Ducobu, le père de Ducobu
- Frédérique Bel : Adeline Gratin, la mère de Léonie Gratin
- François Levantal : le directeur de Saint-Potache
- Gérard Jugnot : Monsieur Kitrish, gérant du magasin « Kitrish »
- Franck Dubosc : Un serveur, plutôt costaud
- Éric De Staercke : Le propriétaire de la boutique de M. Kitrish
- Vincent Taloche : L'instituteur de Gustave Latouche (jeune)
- Antoine Schoumsky : Neness, le squelette
- Nicolas Grand Duc : Le boucher de la Boucherie Bijoux
- Claude Musungayi : Monsieur Pector
- Sarah Boon : Sarah
- Maxime Clausse : Benoît Petitpet
- Solal Grunberger : Latouche enfant
- Guillaume Krieshcher : Serveur
- Raphaël Lamaassab : Flartf enfant
- Lucile Peters : Margaret
- Jack Zenner : Antoine
- Anaïs Bawin : Anaïs
- Frédéric Hazan : Serveur
- Adrien Rojtman : Élève Saint-Potache
- Florent Chaballe : Élève Saint-Potache
- Kenza Berry Ndayisenga : Élève Saint-Potache
- Ninon Delchambre : Élève Saint-Potache
- Louis Bindelle : Élève Saint-Potache
- Clarice De Wold : Élève Saint-Potache
- Gaspar Crauwels : Élève Saint-Potache
- Thibald Maton : Élève Saint-Potache
- Salomé Prévost : Élève Saint-Potache
- Garance Schelenz : Élève Saint-Potache
- Yoha Iglicki : Élève Saint-Potache
- Camille Charles : Élève Saint-Potache
- Noémie Durbecq : Élève Saint-Potache
- Achille Deboucq : Élève Saint-Potache
- Gatien Meessen : Élève Saint-Potache
- Naël Ammama : Élève Saint-Potache
- Jean-Charles Campisciano : Professeur Saint-Potache
- Valérie Mania : Professeur Saint-Potache
- Nathalie Meunier : Professeur Saint-Potache
- Christian Rosy : Professeur Saint-Potache
- Maxine Jacobs : Sœur de Petitpet
- Chloé Chevalier : enfant classe secrète
- Gabin Denève : enfant classe secrète
- Anton Dumon : enfant classe secrète
- Lisa Dumont : enfant classe secrète
- Milla Vera y Rodriguez : enfant classe secrète

## Production

### Casting
Les castings pour le rôle clé ont débuté en avril 2021. L'acteur principal révèle qu'il prit connaissance de l'annonce sur Facebook, en famille.

### Tournage
Le tournage a eu lieu à Bruxelles, dans une école du quartier du Châtelain. Les journées peuvent aller de 7h à 18h ; avant de commencer le travail, on procède à des tests Covid-19.

### Bande originale
- Golden Nights : Jonathan Josue Monroy
- La Chenille : La Bande à Basile
- Magic in the Air : Magic System
- Les Quatre Saisons concerto no l in e mejor - Allegro
- Mambo No. 5 : Lou Bega

## Accueil

### Critique
En France, le site Allociné recense 7 critiques de presse et donne une moyenne de 2,4⁄5.
La faible parution de critique dans la presse démontre un intérêt relatif pour ce nouveau chapitre sur l'élève cancre du primaire. Pour Femme Actuelle, ce « monde de bande dessinée ne prétend qu'à divertir un public jeune (promesse tenue) ». Pour Télé 7 jours, « sans éviter la caricature, ce nouvel opus déploie un humour irrévérencieux dont les enfants raffolent ». Pour Télé-Loisirs, « énergique, cette nouvelle virée scolaire séduira les élèves, bons ou mauvais ! ».
La critique du Parisien se montre intéressée par la nouvelle comédie notamment à travers « les personnages de profs, caricaturaux à souhait, [qui sont] croustillants. ». Plus négative, Le Monde voit dans le sujet principal de la comédie une confirmation du « côté gentiment réactionnaire de cette saga qui cultive le charme atemporel des valeurs d’antan. ». Mais pour le journal régional, La Voix du Nord, « on veut bien garder notre âme d’enfant, mais un vilain à l’accent allemand et une fillette boulotte rabrouée par Ducobu lui-même, ça nous paraît d’un autre siècle. ».
Pour le titre belge, L'Avenir, « les enfants ont changé, mais jouent toujours aussi mal. Le bidule se laisse toutefois regarder sans déplaisir notable. Pas le pire des quatre films consacrés au célèbre cancre de Zidrou et Godi. Ça sonne presque comme un compliment ».

### Box office
En France, au bout d'une première semaine d'exploitation, le film réalise 295 230 entrées, avant-premières incluses,. La comédie se place en 3e position du box-office, derrière Les Minions 2 : il était une fois Gru (655 244), et devant une autre nouveauté comique française, Menteur (242 165). La semaine suivante, la comédie réalise 254 032 entrées supplémentaires, toujours derrière Les Minions 2 (525 841) et devant Top Gun: Maverick (195 772). Le film rétrograde à la 5e place avec 188 015 entrées supplémentaires (737 277), de peu derrière Top Gun: Maverick (188 380) et devant Menteur (151 586). Au bout d'un premier mois d'exploitation, le film totalise 910 000 entrées en France. C'est 60 000 entrées de moins que son prédécesseur, Les Vacances de Ducobu (969 257), faisant de Ducobu Président ! le moins plébiscité de la saga sur la même période d'exploitation. Toutefois, après 8 semaines d'exploitation, le film atteint 1 109 329 entrées, dépassant le score du deuxième volet Les Vacances de Ducobu (1 034 486 spectateurs). Après 13 semaines d'exploitation, le film totalise 1 134 083 entrées au box-office français.
| Pays ou région | Box-office        | Date d'arrêt du box-office | Nombre de semaines |
| -------------- | ----------------- | -------------------------- | ------------------ |
| France         | 1 134 083 entrées | 11 octobre 2022            | 13                 |
| Total mondial  | 7 687 301 $       | -                          | -                  |